# Final Fantasy XII
Final Fantasy XII (ファイナルファンタジーXII Fainaru Fantajī Tuerubu) er et computer-rollespil. Det blev udgivet i Danmark i februar 2007 på PlayStation 2, og blev dermed det sidste kapitel i serien i denne konsolgeneration. Spillet blev udgivet i Japan den 16. marts 2006 og blev udgivet i USA den. 31. oktober 2006. Den officielle hjemmeside for spillet blev åbnet den 1. februar 2007.
Spillet blev et af de få, der modtog den perfekte 40/40 karakter i det respekterede japanske spilmagasin, Famitsu. Kampene i spillet bliver udkæmpet ligesom det er tilfældet i Final Fantasy XI, hvor man møder fjenderne ved, at man rent faktisk kan se dem, hvorimod de tidligere spil i serien efter manges mening var "plaget" af de tilfældige kampe. Monstrene er ligesom i Final Fantasy XI aggressive og søger deres fjender på forskellig vis.

## Karakterer
- Vaan "Ratsbane"
- Ashe B'nargin Dalmasca
- Balthier
- Basch fon Ronsenburg
- Fran
- Penelo
- Vayne Carudas Solidor
- Larsa Ferrinas Solidor